# Dołganie

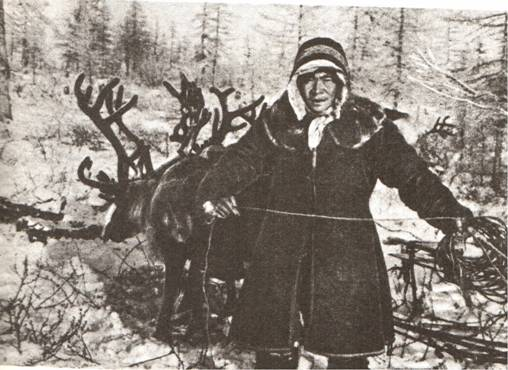
Dołganin

Dołganie (nazwy własne: haкa, тыа-киhи, дулгаан [l.mn. дулгааттаp] ~ дoлгаан [l.mn. дoлгааттаp]) – jeden z ludów turkijskich zamieszkujący północną Syberię: półwysep Tajmyr i zachodnią Jakucję. Etnos ten liczy 7261 osób (dane ze spisu powszechnego z 2002 r.).

## Powstanie narodu
Dołganie jako naród powstali z grupy Tunguzów (tj. Ewenków) zamieszkujących pierwotnie ziemie nad 
środkowym biegiem Wiluja (lewy dopływ Leny), którzy bardzo wcześnie przejęli jeden z dialektów języka jakuckiego, ale zachowali swoją rodzimą kulturę tunguską. Do dzisiaj część Dołganów nosi nazwiska etymologicznie tunguskie, a część – jakuckie.

## Język, religia i synkretyzm kultury
Używają języka dołgańskiego, który ostatecznie wyodrębnił się z języka jakuckiego wraz z przewędrowaniem przodków Dołganów z Jakucji na Tajmyr w 1. połowie XVII wieku (dla ustalenia tej daty bardzo istotne były zapiski jednego z polskich jeńców na służbie rosyjskiej). Dziś niemal wszyscy Dołganie mówią także po rosyjsku.
Tradycyjną religią jest szamanizm, choć formalnie większość wyznaje prawosławie. Grobowce Dołganów oznaczane są w sposób nadzwyczaj synkretyczny: zwykle krzyżem prawosławnym, na którego szczycie umieszczony jest tzw. kut (tj. drewniana figurka ptaszka, który pomoże duszy zmarłego, zwłaszcza jeśli to było dziecko lub osoba kaleka, dostać się do nieba; takie kut tradycyjnie były u ludów turkijskich mocowane na laskach szamanów), a u podstawy - deseczka do składania ofiar duchom, podczas gdy pośrodku krzyża mocowana bywa ozdobna czerwona gwiazda.

## Tryb życia
Prowadzą półkoczownicze życie, zajmując się hodowlą reniferów, myślistwem i rybołówstwem oraz zbieractwem. Część Dołganów osiadła w miastach na południu Tajmyru (Norylsk, Dudinka), gdzie w kontaktach z innymi osiadłymi mieszkańcami Dudinki posługują się językiem rosyjskim, często przenosząc go nawet na kontakty między sobą.

## Muzeum Literatury Dołgańskiej i ich poezja
W Dudince istnieje też założone w połowie lat 90. XX wieku przez Dołgankę z Dudinki, Annę Barbolinę Muzeum Literatury Dołgańskiej, zbierające wszelkie pamiątki po najważniejszej poetce dołgańskiej, Ogdo Aksjonowej, której dzieła zebrane wydała A. Barbolina wraz z badaczką japońską S. Fujishiro w Tokio (2001) w wydaniu dołgańsko-japońsko-rosyjskim.

## Literatura
- M. Stachowski: Dolganischer Wortschatz. Kraków: 1993. Brak numerów stron w książce
- M. Stachowski: K voprosu o vremeni vozniknovenija dolganskogo jazyka. W: Plungjan, V. A. / Urmančieva, A. Ju. (eds): Jazyki mira. Tipologija. Uralistika – Pamjati T. Ždanovej. Stat'i i vospominanija. Moskva: 2002, s. 565–572.